# Garija (biljni rod)
Garija (lat. Garrya), biljni rod iz porodice garijevki, rasprostranjen na zapadu Sjeverne Amerike, od Washingtona na sjeveru, do Paname na jugu
Garije se ističu 20 do 30 centimetara dugim macama, a kako su zimzelena često se koriste kao ukrasno bilje koje se sadi uz južne i zapadne zidove kuća.

## Vrste
1. Garrya buxifolia A.Gray
2. Garrya corvorum Standl. & Steyerm.
3. Garrya elliptica Douglas ex Lindl.
4. Garrya fadyenii Hook.
5. Garrya flavescens S.Watson
6. Garrya fremontii Torr.
7. Garrya glaberrima Wangerin
8. Garrya goldmanii Wooton & Standl.
9. Garrya grisea Wiggins
10. Garrya laurifolia Benth.
11. Garrya lindheimeri Torr.
12. Garrya longifolia Rose
13. Garrya mexicana (Dahling) G.L.Nesom
14. Garrya ovata Benth.
15. Garrya salicifolia Eastw.
16. Garrya veatchii Kellogg
17. Garrya wrightii Torr.

## Sinonimi
- Fadyenia Endl.

## Vanjske poveznice
|  | Zajednički poslužitelj ima još gradiva o temi Garrya |
|  | Wikivrste imaju podatke o taksonu Garrya             |